# Jones Grill

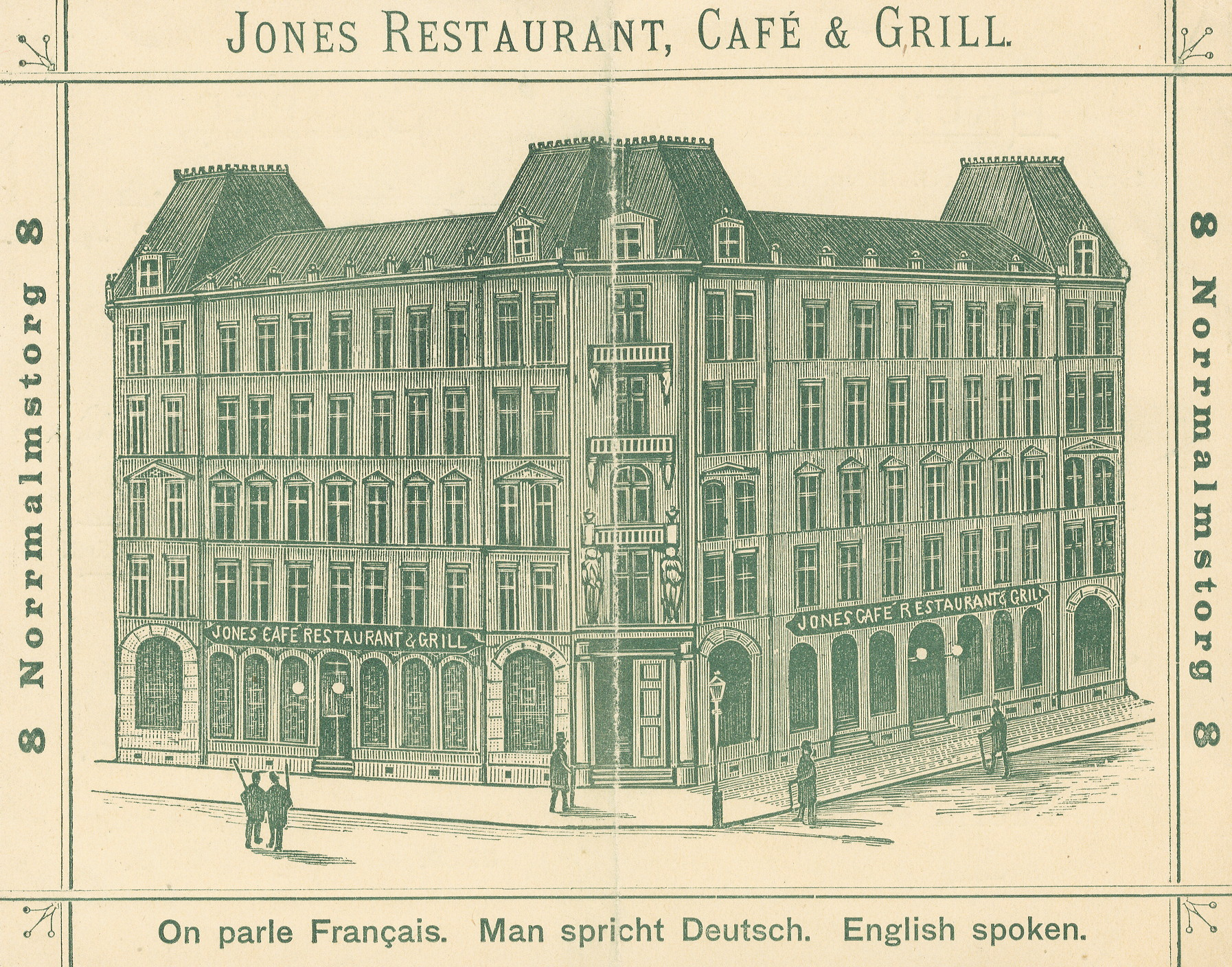
Jones Café Restaurang & Grill, 1900.

Jones grillrum eller Jones Grill var en restaurang som först låg vid Jakobs torg, och sedan vid Norrmalmstorg i Stockholm, och som startades av Albert Jones i Stockholm 1884. 

## Historik

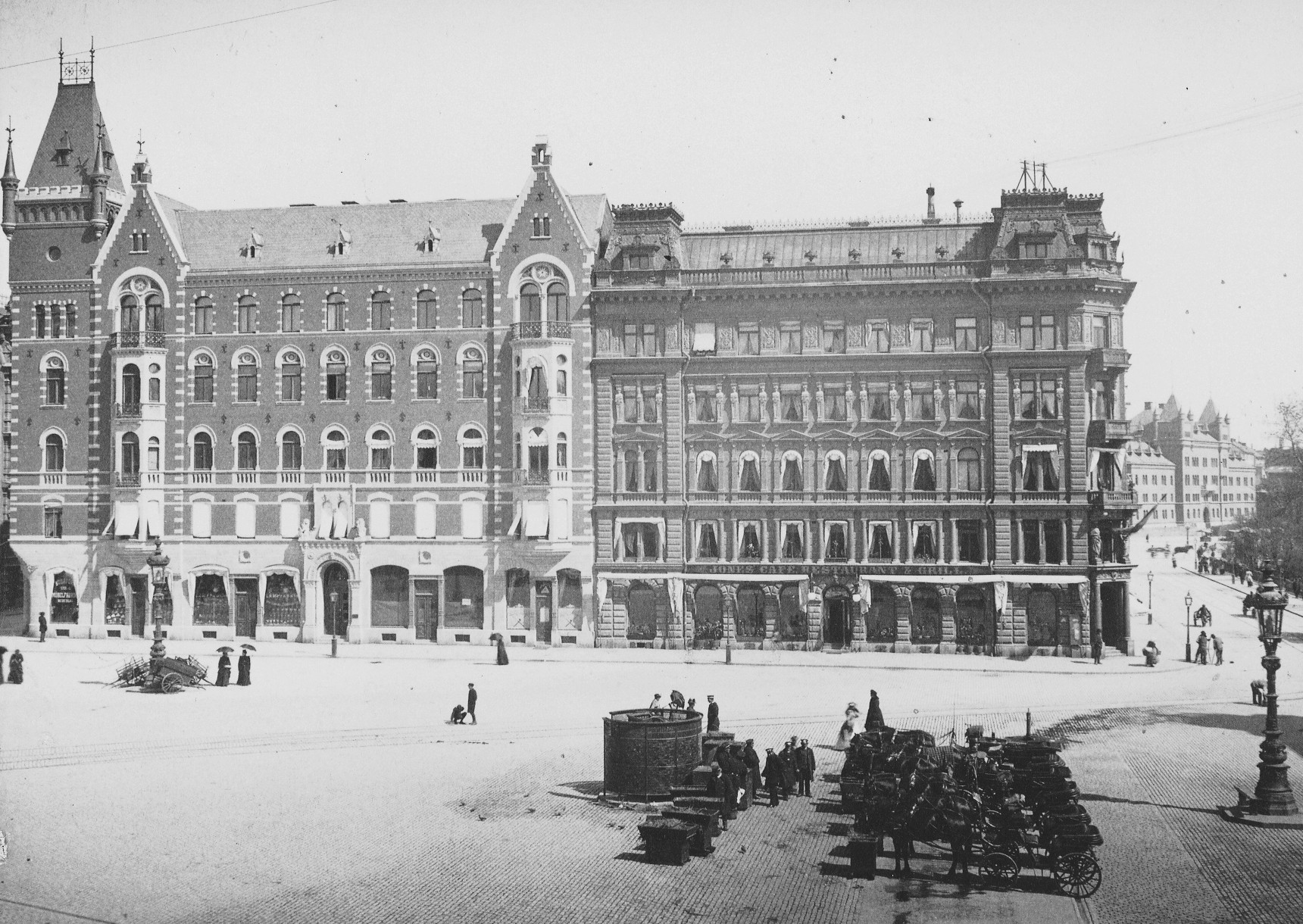
Jones Café Restaurang & Grill, 1893.

Jones Grillrum öppnade den 15 november 1884 vid Jakobs torg 3 och drevs av Albert Jones och hans syster Rachel. Albert Jones hade på 1870-talet varit föreståndare för Skandinaviska klubben, på The Strand i London. År 1882 flyttade han tillbaka till Stockholm och övertog de nya Hotel W 6, mitt emot Centralstationen. Men redan två år senare öppnade han alltså Jones Grillrum. I en annons för etablissemanget från dagen innan öppnandet hävdas att "Detta sätt att anrätta olika slags kött och fisk anses med rätta av läkare och gourmander för det mest smakliga och hälsosamma". Grillad mat på restaurang var vid tiden en nymodighet i Sverige och förebilden för restaurangen hämtades från USA. Det blev snabbt ett inneställe i Stockholm, även för det finare folket. I september 1885 hade de exempelvis besök av Prins Carl.
År 1888 flyttade verksamheten till fastigheten Skravelberget mindre 9 vid Norrmalmstorg 2, i hörnet till Hamngatan 8 (nuvarande 6) där han ett år senare kunde öppna efter en ombyggnad och då grillades maten mitt i lokalen. Restaurangen gav upphov till epitetet grilljanne, en benämning på dåtidens unga klädsnobbar som utgjorde en del av besökarna.
Även hit hittade den fina publiken, till exempel diplomaten António da Cunha Soto Maior. En trappa ned i källaren inredde Jones den så kallade Grottan med gipstuppar och odjur med lysande ögon.
År 1893 sålde Jones restaurangen till Wilhelm Rössberg, en tysk före detta sockerbagare, som döpte om verksamheten till Restautang Rösberg och gjorde om den till en tysk Bierstube. Rössberg var även skulptör och förvandlade själv grottan till "Blå Grottan på Capri", vilken dock kom att få rykte om sig som ett spritlangarnäste. Buslivet tilltog och de omkringboende stördes på nätterna. Rössberg återvände sedan till Tyskland. 
Kring sekelskiftet 1900 grundade källarmästaren från Djursholms restaurang, Wilhelm Strandberg (1865-1911), Restaurant Metropol i lokalerna. Grottan stängdes och gjordes om till vinkällare och i lokalerna ovanför inreddes en festvåning. Strandberg drev restaurangen fram till sin död 1911, och därefter tog hans hustru över. 1918 slog restaurangen igen då huset skulle byggas om för Sveriges Kreditbank.